# Teatro Principal (Pontevedra)
O Teatro Principal de Pontevedra é um teatro localizado no centro histórico de Pontevedra (Espanha).

## Localização
O Teatro Principal está localizado no mesmo quarteirão do Liceo Casino, estando adjacente a ele. A sua fachada principal fica de frente para a rua Paio Gómez Charino e as suas fachadas laterais ficam de frente para as ruas Don Filiberto e Duque de Tetuán.

## História
O local do actual Teatro Principal foi ocupado pela igreja de São Bartolomeu, o Velho, até meados do século XIX. Este edifício do final da Idade Média estava em mau estado no final do século XVIII. Em 1769, a demolição começou, mas foi finalmente demolida em 1844. · 
Após vários anos como praça aberta (a praça de Tetuán), em 1864 foram construídos o Liceo Casino (obra de Domingo Lareu) e o Teatro Principal (obra de Faustino Flores), que pertencia ao Liceo Casino, inaugurado a 2 de agosto de 1878. O teatro era para uso exclusivo dos membros do Liceo Casino e de facto a entrada para o teatro era através da fachada principal do Liceo Casino. O teatro abriu com a companhia de Miguel Cepillo, que interpretou El esclavo de su culpa de Juan Antonio Cavestany.
Manuel Becerra comprou o edifício num leilão judicial em 1892. Em abril de 1900, este edifício acolheu a primeira projecção cinematográfica em Pontevedra, e em dezembro do mesmo ano, a primeira audição fonográfica. O teatro também acolheu concertos de artistas de renome como o violinista Manuel Quiroga e o pianista Arthur Rubinstein. Em 1942, o teatro tornou-se propriedade de Dolores Vázquez. Em meados do século XX, o teatro funcionava quase exclusivamente como um cinema.
Em 14 de Abril de 1980, um incêndio destruiu ambos os edifícios, embora as paredes interiores e os muros exteriores tenham permanecido de pé. A 1 de Julho de 1983, a sessão plenária do município de Pontevedra decidiu por unanimidade comprar as ruínas do Teatro Principal. A 22 de Agosto de 1983, a Câmara Municipal adquiriu as ruínas do teatro e a 9 de Janeiro de 1984, foi lançado um concurso para a sua reconstrução.
O actual edifício, inaugurado a 3 de Janeiro de 1987, é obra do arquitecto José Miyer Caridad, vencedor do concurso de anteprojecto.

## Descrição
A fachada do teatro é neoclássica. Tem janelas e portas simétricas com caixilhos de granito, e as do primeiro andar têm beiral. A entrada principal termina num frontão com um arco oco no interior. Em Julho de 2015, a fachada do teatro foi restaurada às paredes de pedra branca com as quais o edifício foi concebido no século XIX.
O teatro está distribuído por cinco andares e dois subsolos, nos quais alberga duas salas de exposições e um auditório com uma capacidade total de 434 lugares. ·  O seu palco, que ocupa 52 metros quadrados, está equipado com uma plataforma móvel.
O espaço interior tem um tecto falso que ajuda a melhorar a acústica, assim como a ocultar a instalação de iluminação. O seu estilo decorativo procurou combinar o aspecto dos teatros do século XIX com um interior mais contemporâneo.

## Galeria
- Fachada norte com pilastras clássicas
- Fachada iluminada à noite
- Fachada
- Fachada a preto e branco
- Fachada sul com bilheteiras (à esquerda)
- Entrada
- Palco
- Fachada Norte

### Artigos relacionados
- Arquitetura neoclássica
- Liceo Casino
- Câmara Municipal de Pontevedra
- Palácio de Congressos e Auditório de Pontevedra